# هنري تومسون
هنري تومسون (1 ديسمبر 1992 في المملكة المتحدة - ) (بالإنجليزية: Henry Thompson)‏ هو لاعب كريكت بريطاني. لعب مع Leeds/Bradford MCC University ‏.

## وصلات خارجية
- هنري تومسون على موقع إي آس بي آن كريك إنفو (الإنجليزية)